# Barranc de les Carants
El barranc de les Carants, és un barranc de l'antic municipi de Gurp de la Conca, actualment inclòs en el terme municipal de Tremp, al Pallars Jussà.
Es forma a 1.410,5 m. alt., a les Carants de Gurp, a la Serra de Comes. Des d'aquell lloc davalla cap al sud-oest, però aviat torç cap al sud, i se li ajunten tot de llaus i barrancs procedents del conjunt de les Carants de Gurp. Després, un breu tram, segueix la direcció sud-est, i torna a girar cap a migdia, passant per lo Graller i Forns, tram en el qual rep per la dreta el barranc del Codó, la llau del Pico-xic i la llau de Postars. En aquell moment torna a emprendre cap al sud-est, fins que arriba al Pas de Grau, on se li ajunta el barranc de Fuiet, on, tots dos, formen el barranc de la Plana.